# Aplogruppo IJK (Y-DNA)
In genetica umana l'aplogruppo IJK (L15/S137, L16/S138, YSC0001319/PF3497) del cromosoma Y è un aplogruppo del cromosoma Y umano e discende dal macro aplogruppo F.

## Origine e diffusione
L'aplogruppo IJK si ritiene originato nel Vicino Oriente, oppure nell'Asia meridionale 48 000 anni fa. In questa epoca visse quindi un capostipite, forse un capo tribù, un personaggio in vista, oppure solo un personaggio che ebbe prolifica discendenza, dal quale discesero i vari aplogruppi derivati da questo ceppo.
All'inizio del paleolitico superiore gli ominidi si diffusero per tutto il pianeta e l'aplogruppo IJK si divise in due grandi rami:
- IJ (M429/P125, P123, P124, P126, P127, P129, P130, S2, S22), che si scisse in seguito in I, diffusosi verso Nord Ovest, fino alla Scandinavia ed oltre e nel J che si diffuse nella penisola arabica, nel Medioriente e di a nord lì fino al Caucaso, Anatolia e Grecia ed a ovest lungo la costa nordafricana;
  - I (M253)
  - J (M438)

- K (M9, P128, P131, P132), i cui numerosi aplogruppi discendenti (K*, L, M, NOP, S e T, si diffusero verso nord in Eurasia, ad est verso India, Cina, ecc.
  - LT (M267)
  - K2 (M172)